# Silvia Martínez Cassina
Silvia Gabriela Martínez Cassina (28 de julio de 1963) es una periodista argentina.

## Trayectoria
En 1991 se sumó a América Noticias en América TV conduciendo ediciones del noticiero hasta diciembre de 1993, en el que compartió equipo con notables figuras periodísticas como Roberto Maidana, Ricardo Pipino, Horacio Embón, Enrique Llamas de Madariaga y Juan Carlos Pérez Loizeau, entre otros. En el medio tuvo un fugaz paso por ATC, donde en 1993 condujo el programa Testigo en video, presentada por Dardo Ferrari. En 1994 se suma a Todo Noticias conduciendo TN Central junto a Luis Otero hasta 1998, aunque también condujo distintas ediciones de los noticieros de dicha señal. Sin embargo hizo su debut en eltrece en 1996 para conducir el noticiero Síntesis del Mediodía junto a Santo Biasatti; un noticiero de media hora de duración que estuvo en el aire hasta marzo de 1998 (aunque Síntesis del Mediodía regresaría en 2002 de la mano de Débora Pérez Volpin) cuando Canal 13 inauguró en su lugar El noticiero de Santo, que condujo también junto a Biasatti hasta el 27 de febrero de 2004. Martínez Cassina también condujo el mítico noticiero Telenoche en numerosas ocasiones entre 1997 y 2007, por lo general durante los veranos e inviernos de esos años, como reemplazo de Mónica Cahen D'Anvers y María Laura Santillán en sus respectivos tiempos (salvo en 1999 y 2000).
Desde 2003 hasta 2008 condujo junto a Luis Otero, Tiene la palabra en Todo Noticias significando su vuelta a la señal de noticias tras 5 años.
El 27 de febrero de 2004 finalizó El noticiero de Santo y Canal 13 reestructuró los noticieros del canal; a partir del 1 de marzo de ese mismo año pasa a conducir el nuevo noticiero Notitrece. Hizo dupla en dicho noticiero con el periodista Luis Otero durante 15 años, hasta que éste decidió abocarse de lleno a la actividad política, renunciando al programa. Su reemplazo fue el periodista y conductor Sergio Lapegüe.
En el año 2020 fue retirada momentáneamente de la conducción de Notitrece, el noticiero central del mediodía de Canal 13 debido a una controversia con la gerencia del canal al acusar de "machismo" al multimedios para el que trabaja (el Grupo Clarín) ya que en una publicidad de uno de sus diarios (Clarín) se mostraban solo a las figuras periodísticas masculinas en los programas matutinos de Canal 13, dejando de lado a las mujeres coconductoras de ellos, incluso a ella. 
Además, también realizó reclamos donde expresaba su disconformidad ante cambios en su labor por parte de la producción de Notitrece al "recortarle tareas habituales en el noticiero". Por estos motivos, es relegada a panelista, teniendo una participación mínima en pantalla en comparación a su función anterior.
Su compañero de trabajo con quien conducía el programa cada mediodía, el periodista Sergio Lapegüe, en ningún momento mostró solidaridad hacia su compañera, viéndose indiferente a la situación que Silvia padecía, diciéndole que él "acata órdenes". 
Desde hace varios años es dirigente del SiPreBA, Sindicato de Prensa de Buenos Aires.
El 25 de febrero de 2022 se despidió de Artear (Canal 13 y TN) después de 30 años de periodismo, junto a la última emisión del Noticiero Trece, segmento que condujo por 18 años.

## Televisión

### América TV
- América Noticias (1991-1993)

### ATC
- Testigo en video (1993)

### TN
- TN Central (1994-1998)
- Tiene La Palabra (2003-2009)

### eltrece
- Síntesis del Mediodía (1997-1998)
- El Noticiero de Santo (1998-2004)
- Notitrece (2004-2022)